# Masakazu Kihara
Masakazu Kihara (木原 正和 Kihara Masakazu?, nacido el 19 de abril de 1987 en Yamaguchi) es un exfutbolista japonés. Jugaba de centrocampista y su último club fue el Cambodian Tiger.

## Trayectoria

### Clubes
| Club            | País    | Año         |
| --------------- | ------- | ----------- |
| Omiya Ardija    | Japón   | 2010 - 2011 |
| Avispa Fukuoka  | Japón   | 2012 - 2013 |
| Cambodian Tiger | Camboya | 2014 - 2016 |

## Estadística de carrera

### J. League
| Club           | Año   | J. League | J. League | Copa J. League | Copa J. League | Total | Total |
| Club           | Año   | Part.     | Goles     | Part.          | Goles          | Part. | Goles |
| -------------- | ----- | --------- | --------- | -------------- | -------------- | ----- | ----- |
| Omiya Ardija   | 2010  | 1         | 0         | 0              | 0              | 1     | 0     |
| Omiya Ardija   | 2011  | 0         | 0         | 0              | 0              | 0     | 0     |
| Avispa Fukuoka | 2012  | 23        | 3         | -              | -              | 23    | 3     |
| Avispa Fukuoka | 2013  | 1         | 0         | -              | -              | 1     | 0     |
| Total          | Total | 25        | 3         | 0              | 0              | 25    | 3     |